# Next Generation Adelaide International 2008
Il Next Generation Adelaide International 2008 è stato un torneo di tennis giocato sul cemento.
È stata la 32ª edizione del Next Generation Adelaide International,
che fa parte della categoria International Series nell'ambito dell'ATP Tour 2008.
Si è giocato al Memorial Drive Park di Adelaide in Australia, dal 31 dicembre 2007 al 6 gennaio 2008.

## Campioni

### Singolare
Michaël Llodra ha battuto in finale  Jarkko Nieminen con il punteggio di 6–3, 6–4

### Doppio
Martín García /  Marcelo Melo hanno battuto in finale  Chris Guccione /  Robert Smeets con il punteggio di 6–3, 3–6, 10–7